# La bicicleta encantada
La bicicleta encantada (título original: Zaczarowany rower) es una película polaca de acción, drama y deporte de 1955, dirigida por Silik Sternfeld, escrita por Jerzy Suszko y Bohdan Tomaszewski, musicalizada por Jerzy Harald, en la fotografía estuvo Tadeusz Korecki y el elenco está compuesto por Józef Nalberczak, Teodor Gendera y Roman Polanski, entre otros. El filme fue realizado por Wytwórnia Filmów Fabularnych (WFF) y se estrenó el 25 de diciembre de 1955.

## Sinopsis
Staszek Popiel es el mejor del equipo ciclista de Polonia. Desgraciadamente, pone más interés a su propia carrera que al grupo. El atleta esconde su lesión a sus amigos, al equipo no le fue tan bien en una carrera valiosa. Ahora su plan es romper la bicicleta de su contrincante más difícil.